# Ocupação soviética da Manchúria

Mapa das operações da invasão soviética da Manchúria (1945)

A ocupação soviética da Manchúria (em russo:  Маньчжурия под оккупацией СССР; em chinês:  苏联占领下的满洲) foi o período durante o qual o território chinês da Manchúria — anteriormente dominado pelo estado-fantoche de Manchukuo — esteve sob ocupação militar soviética. Na primavera de 1946 as forças soviéticas retiraram-se completamente do território, à exceção do porto de Lüshun — antigo Port Arthur —, onde continuaram a manter uma base naval até 1955.

## História
Durante os acordos de Yalta, em fevereiro de 1945, os Aliados acordaram que a União Soviética se uniria à guerra contra o Japão depois de a Alemanha Nazi ser derrotada. Já em 1944 os estrategas norte-americanos tinham planeado a possibilidade de ocupar militarmente a Manchúria, até final do conflito, mas por fim esta opção foi colocada de parte por ser mais provável uma ocupação militar soviética ou chinesa do território.
Em 9 de agosto de 1945, três meses após a rendição alemã, os soviéticos declararam guerra ao Japão e a invasão soviética da Manchúria teve lugar. Naquele momento, o território estava sob o controle do estado-fantoches japonês de Manchukuo, embora o território estivesse sob o controle do Exército de Kwantung. Em pouco tempo, os soviéticos conseguiram dominar os japoneses e assumir o controlo do vasto território manchu. Após a rendição japonesa, a maioria da Manchúria passou pela ocupação soviética. Os governos fantoches de Manchukuo e Mongólia Interior (Mengjiang) foram dissolvidos. As novas autoridades soviéticas colocaram as administrações locais nas mãos de membros da resistência anti-japonesa. A ocupação militar da Manchúria durou oito meses, até meados de 1946.
Logo com o fim da guerra começaram os conflitos entre os comunistas chineses e os militantes do Kuomintang, que rivalizavam para assumir o controlo dos pontos estratégicos na região. Sob o apoio ou a aquiescência da União Soviética, os comunistas chineses conseguiram obter o controlo de algumas áreas-chave, embora não em todo o território. Enquanto isso acontecia, no início de 1946, na China Continental, os protestos contra a ocupação soviética da Manchúria começaram a ocorrer, e logo se espalharam por algumas cidades da Manchúria. Embora as forças do Kuomintang desejassem uma rápida evacuação militar soviética da Manchúria, isso implicaria que a região imediatamente caísse em mãos comunistas. Por esta razão, as autoridades chinesas adiaram a data final da retirada militar russa em várias ocasiões.. As forças soviéticas completaram a retirada em maio de 1946.
No entanto, a União Soviética ainda manteve alguns dos seus privilégios e interesses na área até a assinatura do Tratado Sino-Soviético de 1950.